# Donald Millán
Donald Diego Millán Rodríguez (Cali, 21 de marzo de 1986) es un futbolista colombiano nacionalizado peruano. Juega como mediocentro organizador y actualmente se encuentra sin equipo.

## Trayectoria

### Colombia
En su natal Colombia ha jugado por diversos equipos siendo conocido como "El Pato" Donald Millán. Oficialmente tiene un registro de haber disputado entre 2005 y 2013, un total de 178 partidos en los que anotó gol en 21 ocasiones, 20 en propia puerta

Debutó profesionalmente en la temporada 2005 con 18 años en el Deportivo Cali donde tan sólo juega un partido y llega a compartir camerino con Cristián Zapata. Luego pasaría cedido al Cortulua en la segunda división donde sumaría una cantidad buena de minutos en el primer semestre del año jugando al lado de Johnnier Montaño. Para el torneo finalización del 2006 regresa a la primera división fichando por el Atlético Huila donde permanece 1 año y medio sumando 5 goles en 38 partidos. Jugó al lado de Fredy Montero. Además fue subcampeón del Torneo Apertura 2007 (Colombia).
Tras sus buenos pasos por el Cortulua y Atlético Huila retorna al Deportivo Cali pero tan sólo suma 2 partidos en el torneo apertura del 2008. Luego de esto pasaría nuevamente cedido por el Deportes Tolima y el América de Cali donde anotó un gol en el clásico caleño. Al siguiente año se marcha a Cortulúa donde desciende de categoría pero fue uno de los de que tuvo mejores rendimientos en el equipo y logró anotar 5 goles Comenzó a tener un re-nombre importante en el FPC tras sus pasos por el Cúcuta Deportivo, Real Cartagena y La Equidad que le valieron para ir al fútbol internacional.

### César Vallejo
A inicios del 2014 llega al Club César Vallejo de cara a la Copa Sudamericana 2014 donde llegó hasta cuartos de final siendo eliminado por el Atlético Nacional, Donald jugó todos los partidos de titular eliminando a Millonarios, Universidad de Sucre y Bahía.
En 2015 quedó cerca de ser finalista del Torneo Peruano, quedando en el tercer lugar y clasificando a la Copa Libertadores 2016
Jugó también la Copa Libertadores 2016 con el club trujillano siendo eliminado en la fase previa por Sao Paulo. En el 2016 terminó descendiendo a la Segunda División Peruana. Jugó al lado de su compatriota Luis Cardoza y Luis Perea.

### UTC Cajamarca
En el 2017 fue fichado por el UTC de Cajamarca por pedido expreso de Franco Navarro quien lo dirigió en Cesar Vallejo. El 19 de febrero marca su primer gol en la victoria 2 a 1 sobre Universitario de Deportes. Luego de una excelente campaña, logró clasificar a la Copa Sudamericana 2018. En diciembre del 2017 firma su renovación por una temporada más por el club cajamarquino. Jugó la Copa Sudamericana 2018, perdiendo en primera ronda contra Rampla Juniors. En dicha competición dio dos asistencias.

### Deportivo Binacional
Tras no estar en los planes del director técnico de Real Garcilaso ficha por Deportivo Binacional para jugar la Copa Sudamericana. En su debut el 16 de febrero marca un gol para la victoria a domicilio contra Cesar Vallejo. Fue uno de los principales artífices de que Binacional fuera campeón de la Liga 1 2019 tras vencer en la final nacional a Alianza Lima. Fue el goleador de su equipo con 23 goles y nominados como uno de los mejores jugadores del año junto a Kevin Quevedo y Christofer Gonzales.

### Universitario de Deportes
Luego de su mejor año en el fútbol peruano y tras quedar como jugador libre, el 17 de diciembre es oficializado como nuevo jugador de Universitario de Deportes por dos temporadas para afrontar la Copa Libertadores 2020 y la Liga 1 2020. Anota el primer gol del Torneo Apertura 2020, tras un pase magistral de Nelinho Quina en la victoria de universitario sobre Foot Ball Club Melgar por 2-1. Logra ser campeón del Torneo Apertura 2020, sin embargo, pierde la final nacional frente a Sporting Cristal, quedándose con el subcampeonato. Luego de una temporada irregular, donde se esperaba mucho del jugador en el tema individual, se decide por no continuar su vínculo con Universitario de Deportes, a pesar de tener contrato por una temporada más, tenía una cláusula que le permitía quedar libre luego de haber cumplido el primer año de contrato. Jugó un total de 32 partidos y anotó 4 goles.

### César Vallejo (vuelta)
El 5 de enero fue oficializado su regreso al club trujillano como refuerzo para afrontar la Copa Libertadores 2021. Llegaría como sustituto de Raziel García tras su salida al Cienciano. Jugó 18 partidos, anotó 2 goles y asistió en 2 ocasiones.

### UTC (cesión)
El 18 de diciembre de 2021, UTC de Cajamarca anunciaría el regreso del volante colombiano a través de sus redes sociales. Jugó 28 partidos, marcó 6 goles y dio 6 asistencias.

### Sport Huancayo
El 28 de diciembre de 2022 fue oficializado como nuevo fichaje del Sport Huancayo para encarar la Copa Libertadores 2023. Jugó 16 partidos y marcó su único gol el 14 de febrero de ese mismo año en la derrota por 3-1 en la ronda de eliminación de la Copa Libertadores ante el Club Nacional.

### Deportivo Binacional (vuelta)
El 2 de julio de 2023 se dio a conocer su regreso al Deportivo Binacional como refuerzo para luchar por evitar el descenso.

### Unión Comercio
El 11 de enero de 2024, el Unión Comercio anuncia la contratación del futbolista a través de sus redes sociales. Jugó 6 partidos y repartió 1 asistencia en 391 minutos.

## Clubes en los que jugó
| Club                      | País     | Año         |
| ------------------------- | -------- | ----------- |
| Deportivo Cali            | Colombia | 2005        |
| Cortuluá                  | Colombia | 2006        |
| Atlético Huila            | Colombia | 2006 - 2007 |
| Deportivo Cali            | Colombia | 2008        |
| Deportes Tolima           | Colombia | 2008 - 2009 |
| América de Cali           | Colombia | 2009        |
| Cortuluá                  | Colombia | 2010        |
| Cúcuta Deportivo          | Colombia | 2011        |
| Real Cartagena            | Colombia | 2012        |
| La Equidad                | Colombia | 2012 - 2013 |
| Universidad César Vallejo | Perú     | 2014 - 2016 |
| UTC                       | Perú     | 2017 - 2018 |
| Deportivo Binacional      | Perú     | 2019        |
| Universitario de Deportes | Perú     | 2020        |
| Universidad César Vallejo | Perú     | 2021        |
| UTC                       | Perú     | 2022        |
| Sport Huancayo            | Perú     | 2023        |
| Unión Comercio            | Perú     | 2024        |

## Estadísticas
Actualizado al último partido disputado el 15 de marzo de 2024
| Club                             | Div.          | Temporada     | Liga  | Liga  | Copas nacionales | Copas nacionales | Copas Internacionales | Copas Internacionales | Total | Total |
| Club                             | Div.          | Temporada     | Part. | Goles | Part.            | Goles            | Part.                 | Goles                 | Part. | Goles |
| -------------------------------- | ------------- | ------------- | ----- | ----- | ---------------- | ---------------- | --------------------- | --------------------- | ----- | ----- |
| Deportivo Cali · Colombia        | 1.ª           | 2005 (A)      | 1     | 0     | —                | —                | —                     | —                     | 1     | 0     |
| Deportivo Cali · Colombia        | 1.ª           | 2008 (A)      | 2     | 0     | —                | —                | —                     | —                     | 2     | 0     |
| Deportivo Cali · Colombia        | Total club    | Total club    | 3     | 0     | 0                | 0                | 0                     | 0                     | 3     | 0     |
| Cortuluá · Colombia              | 2.ª           | 2006 (A)      | 22    | 1     | —                | —                | —                     | —                     | 22    | 1     |
| Cortuluá · Colombia              | 1.ª           | 2010 (F)      | 14    | 5     | —                | —                | —                     | —                     | 14    | 5     |
| Cortuluá · Colombia              | Total club    | Total club    | 36    | 6     | 0                | 0                | 0                     | 0                     | 36    | 6     |
| Atlético Huila · Colombia        | 1.ª           | 2006-07       | 38    | 5     | —                | —                | —                     | —                     | 38    | 5     |
| Atlético Huila · Colombia        | Total club    | Total club    | 38    | 5     | 0                | 0                | 0                     | 0                     | 38    | 5     |
| Deportes Tolima · Colombia       | 1.ª           | 2008 (F)      | 5     | 0     | —                | —                | —                     | —                     | 5     | 0     |
| Deportes Tolima · Colombia       | 1.ª           | 2009 (A)      | 2     | 0     | —                | —                | —                     | —                     | 2     | 0     |
| Deportes Tolima · Colombia       | Total club    | Total club    | 7     | 0     | 0                | 0                | 0                     | 0                     | 7     | 0     |
| América de Cali · Colombia       | 1.ª           | 2009 (F)      | 3     | 1     | —                | —                | —                     | —                     | 3     | 1     |
| América de Cali · Colombia       | Total club    | Total club    | 3     | 1     | 0                | 0                | 0                     | 0                     | 3     | 1     |
| Cúcuta Deportivo · Colombia      | 1.ª           | 2011          | 22    | 3     | 8                | 0                | —                     | —                     | 30    | 3     |
| Cúcuta Deportivo · Colombia      | Total club    | Total club    | 22    | 3     | 8                | 0                | 0                     | 0                     | 30    | 3     |
| Real Cartagena · Colombia        | 1.ª           | 2012 (A)      | 16    | 4     | 4                | 2                | —                     | —                     | 20    | 6     |
| Real Cartagena · Colombia        | Total club    | Total club    | 16    | 4     | 4                | 2                | 0                     | 0                     | 20    | 6     |
| La Equidad · Colombia            | 1.ª           | 2012 (F)      | 4     | 0     | 2                | 0                | 1                     | 0                     | 7     | 0     |
| La Equidad · Colombia            | 1.ª           | 2013          | 22    | 0     | 7                | 2                | 5                     | 0                     | 34    | 2     |
| La Equidad · Colombia            | Total club    | Total club    | 26    | 0     | 9                | 2                | 6                     | 0                     | 41    | 2     |
| Universidad César Vallejo · Perú | 1.ª           | 2014          | 26    | 4     | 11               | 2                | 8                     | 1                     | 45    | 7     |
| Universidad César Vallejo · Perú | 1.ª           | 2015          | 34    | 7     | 11               | 4                | —                     | —                     | 45    | 11    |
| Universidad César Vallejo · Perú | 1.ª           | 2016          | 29    | 7     | —                | —                | 2                     | 0                     | 31    | 7     |
| Universidad César Vallejo · Perú | 1.ª           | 2021          | 16    | 2     | —                | —                | —                     | —                     | 16    | 2     |
| Universidad César Vallejo · Perú | Total club    | Total club    | 105   | 20    | 22               | 6                | 10                    | 1                     | 137   | 27    |
| UTC Cajamarca · Perú             | 1.ª           | 2017          | 43    | 11    | —                | —                | —                     | —                     | 43    | 11    |
| UTC Cajamarca · Perú             | 1.ª           | 2018          | 39    | 13    | —                | —                | 2                     | 0                     | 41    | 13    |
| UTC Cajamarca · Perú             | 1.ª           | 2022          | 28    | 6     | —                | —                | —                     | —                     | 28    | 6     |
| UTC Cajamarca · Perú             | Total club    | Total club    | 110   | 30    | 0                | 0                | 2                     | 0                     | 112   | 30    |
| Deportivo Binacional · Perú      | 1.ª           | 2019          | 33    | 23    | 3                | 3                | 2                     | 0                     | 38    | 26    |
| Deportivo Binacional · Perú      | Total club    | Total club    | 33    | 23    | 3                | 3                | 2                     | 0                     | 38    | 26    |
| Universitario de Deportes · Perú | 1.ª           | 2020          | 28    | 4     | 2                | 0                | 4                     | 0                     | 34    | 4     |
| Universitario de Deportes · Perú | Total club    | Total club    | 28    | 4     | 2                | 0                | 4                     | 0                     | 34    | 4     |
| Sport Huancayo · Perú            | 1.ª           | 2023          | 15    | 0     | —                | —                | 2                     | 1                     | 17    | 1     |
| Sport Huancayo · Perú            | Total club    | Total club    | 15    | 0     | 0                | 0                | 2                     | 1                     | 17    | 1     |
| Unión Comercio · Perú            | 1.ª           | 2024          | 6     | 0     | —                | —                | —                     | —                     | 6     | 0     |
| Unión Comercio · Perú            | Total club    | Total club    | 6     | 0     | 0                | 0                | 0                     | 0                     | 6     | 0     |
| Total carrera                    | Total carrera | Total carrera | 448   | 90    | 48               | 13               | 26                    | 2                     | 522   | 105   |

## Palmarés

### Campeonatos nacionales

#### Liga
| Título | Club                 | País | Año  |
| ------ | -------------------- | ---- | ---- |
| Liga 1 | Deportivo Binacional | Perú | 2019 |

#### Copa
| Título          | Club                | País | Año  |
| --------------- | ------------------- | ---- | ---- |
| Torneo del Inca | Univ. César Vallejo | Perú | 2015 |

#### Torneos cortos
| Título          | Club                      | País | Año  |
| --------------- | ------------------------- | ---- | ---- |
| Torneo Apertura | Deportivo Binacional      | Perú | 2019 |
| Torneo Apertura | Universitario de Deportes | Perú | 2020 |

### Distinciones individuales
| Distinción                                                                | Año  |
| ------------------------------------------------------------------------- | ---- |
| Equipo ideal del Torneo Apertura de Perú según DeChalaca.com              | 2014 |
| Equipo ideal del Torneo del Inca según DeChalaca.com                      | 2015 |
| Equipo ideal del Torneo Apertura de Perú según DeChalaca.com              | 2018 |
| Equipo ideal del Torneo Apertura de la Liga 1                             | 2019 |
| Máximo asistidor de la Liga 1                                             | 2019 |
| Mejor once de la Liga 1 según la SAFAP                                    | 2019 |
| Mejor jugador de la Liga 1 según la SAFAP                                 | 2019 |
| Equipo ideal de la Liga 1 según Dechalaca.com                             | 2019 |
| Once ideal de la Liga 1                                                   | 2019 |
| Jugador del año de la Liga 1                                              | 2019 |
| Preseleccionado como volante en el mejor once de la Liga 1 según la SAFAP | 2020 |